# Piotr Sommer
Piotr Sommer (ur. 13 kwietnia 1948 w Wałbrzychu) – polski poeta, eseista, tłumacz współczesnej poezji anglosaskiej, od 1994 do kwietnia 2022 redaktor naczelny miesięcznika „Literatura na Świecie”.

## Życiorys
Szkołę średnią ukończył w Otwocku, potem przez pewien czas w niej uczył. Studiował anglistykę w Warszawie.
Tłumaczył utwory m.in.: Johna Ashbery’ego, Johna Berrymana, Johna Cage’a, Ciarana Carsona, D.J. Enrighta, Iana Hamiltona, Seamusa Heaneya, Kennetha Kocha, Michaela Longleya, Roberta Lowella, Dereka Mahona, Franka O’Hary, Charlesa Reznikoffa, Jamesa Schuylera, Hugo Williamsa.
Piotr Sommer jest laureatem wielu nagród literackich, m.in. Nagrody Literackiej im. Barbary Sadowskiej (1988), Nagrody Fundacji im. Kościelskich (1988) i Wrocławskiej Nagrody Poetyckiej „Silesius” (2010) za całokształt twórczości; dwukrotnie nominowany do Nagrody Literackiej „Nike” (w 2006 za Po stykach i w 2010 finalista nagrody za Dni i Noce). W 2020 otrzymał Nagrodę Literacką Gdynia za przekład tomu wierszy Charlesa Reznikoffa Co robisz na naszej ulicy a w 2022 Nagrodę Literacką m.st. Warszawy w kategorii „warszawski twórca”. w 2023 otrzymał Wrocławską Nagrodę Poetycką „Silesius" za tom Lata praktyki. Opublikował kilkanaście tomów poetyckich i krytycznoliterackich, zredagował wiele ważnych antologii (m.in. prezentujących współczesną poezję amerykańską, angielską i irlandzką). Pisze także wiersze dla dzieci. Jest członkiem PEN Clubu, należał do Stowarzyszenia Pisarzy Polskich do sierpnia 2020 roku. Mieszka pod Warszawą.
Z funkcji redaktora naczelnego Literatury na Świecie zrezygnował z końcem kwietnia 2022.

## Twórczość

### Poezja
- W krześle (1977)
- Pamiątki po nas (1980)
- Przed snem (1981, wydanie rozszerzone 2008)
- Kolejny świat (1983)
- Czynnik liryczny (1986)
- Czynnik liryczny i inne wiersze (1988)
- Nowe stosunki wyrazów. Wiersze z lat siedemdziesiątych i osiemdziesiątych (1997)
- Erraty wybrane. Kwiat dzieł użytkowych (1997)
- Piosenka pasterska (1999)
- Rano na ziemi. Wiersze z lat 1968–1998 (2009)
- Dni i noce (2009)
- Wiersze ze słów (2009, wydanie zmienione 2012)
- Lata praktyki (2022)[9]

### Proza
- Środki do pielęgnacji chmur (2024)

### Rozmowy i szkice
- Zapisy rozmów. Wywiady z poetami brytyjskimi (1985, 2010)
- Smak detalu i inne ogólniki (1995)
- Po stykach (2005)
- Ucieczka w bok. Pytania i odpowiedzi (2010)
- Ucieczka w bok (wydanie poszerzone, 2016)

### Przekłady
- Brian Patten(inne języki), Słoń i kwiat. Prawie bajki (1982, 2009)
- Antologia nowej poezji brytyjskiej (1983)
- Robert Lowell, Poezje (1986, razem ze Stanisławem Barańczakiem, Michałem Sprusińskim i Bolesławem Taborskim)
- Frank O’Hara, Twoja pojedynczość (1987)
- Charles Reznikoff, Graffiti (1991)
- John Ashbery, No i wiesz (1993, razem z Andrzejem Sosnowskim i Bohdanem Zadurą)
- Allen Ginsberg, Znajomi z tego świata (1993)
- Sześciu poetów północnoirlandzkich (1993)
- Artykuły pochodzenia zagranicznego (1996)
- Ciaran Carson, Tak, tak (1998)
- Seamus Heaney, Kolejowe dzieci (1998, wydanie uzupełnione 2010)
- Michael Longley, Lodziarz z Lisburn Road (1998)
- Derek Mahon, Wszystko będzie dobrze (1998)
- Douglas Dunn, Wyprowadzka z Terry Street (1999)
- D.J. Enright, Raj w obrazkach (2003, wydanie poprawione 2008)
- O krok od nich. Przekłady z poetów amerykańskich (2006)
- Michael Longley, Od kwietnia do kwietnia (2011)
- Brian Patten, Skaczący Myszka (2011)
- Brian Patten, Teraz będziemy spać, leżeć bez ruchu lub ubierzemy się na powrót (2011, wraz z Tadeuszem Sławkiem, Jerzym Jarniewiczem i Andrzejem Szubą)
- Kenneth Koch, Tysiąc sztuk awangardowych (2019)
- Charles Reznikoff, Co robisz na naszej ulicy (2019)
- Charles Reznikoff, Muzykant (2024, wspólnie z Marcinem Szusterem)